# Storvikskartunnel
Der Storvikskartunnel (norwegisch Storvikskartunnelen) ist ein einröhriger Straßentunnel zwischen Storvik und Oterstranda in der Kommune Gildeskål in der norwegischen Provinz Nordland.
Der Tunnel im Verlauf des Fylkesvei 17 ist 3116 Meter lang.